# Ван Лоо, Якоб
Якоб ван Лоо (нидерл. Jacob van Loo; 1614, Слёйс, Зеландия — 26 ноября 1670, Париж) — голландский художник эпохи барокко. 
Мифологические и библейские сцены Ван Лоо обычно относят к жанру исторической живописи. Он особенно прославился за качество работ обнаженных натур до такой степени, что при жизни его женские фигуры считались превосходными и более популярными, чем произведения его амстердамского современника и конкурента Рембрандта .
Несмотря на то, что его отец также занимался живописью, успехи Якоба обеспечили ему значение основателя художественной семьи ван Лоо, влиятельной в истории французской и европейской живописи с XVII-го по начало XIX-го века.

## Жизнь и творчество
Якоб ван Лоо является одним из самых значительных голландских мастеров живописи XVII столетия и родоначальником художественной фамилии ван Лоо. Его картины отличаются уточнённым подбором красок; широко известны работы ню кисти Я. ван Лоо. Он писал также многочисленные портреты, картины мифологического содержания, был признанным мастером живописи бытового жанра. Находился под творческим влиянием Вермеера Делфтского.
По некоторым сведениям, первые уроки рисунка Я. ван Лоо получил у своего отца, однако ранние годы жизни художника слабо изучены в связи с гибелью архивов его родного городка Слёйс во время Второй мировой войны. В 1642 году он приехал в Амстердам, где тогда работали такие мастера, как Рембрандт и Франс Халс. В 1643 году художник женился на сестре живописца Мартина Ленгеле; имел в этом браке шестерых детей. В 1660 году ван Лоо был вынужден бежать из Голландии в Париж, так как заколол в драке некое лицо. Состоявшийся его отсутствие суд приговорил художника к смертной казни в случае его возвращения в Голландию. Ван Лоо поселился в Париже. В 1663 году, через три года после бегства, Якоб ван Лоо был принят в Королевскую академию живописи и скульптуры, где и преподавал.
Художниками были сын Якоба ван Лоо, Луи-Абрахам ван Лоо, и внуки Жан-Батист ван Лоо и Шарль-Андре ван Лоо.

## Смерть
Он умер в Париже в 1670 году, через три года после того, как семья Ван Лоо получила гражданство Франции.

## Галерея

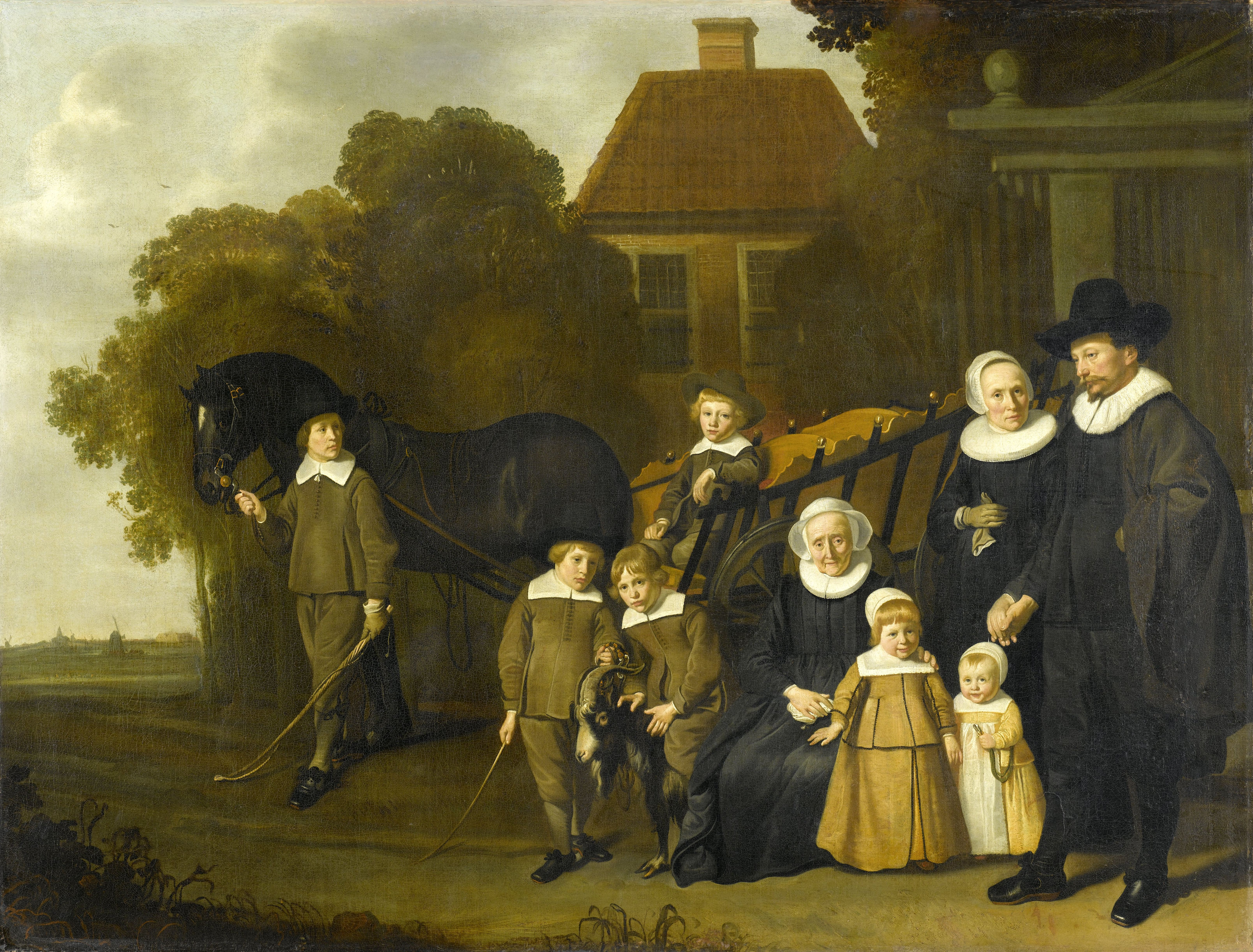
Семья Мербека Крийваген, 1640-45.
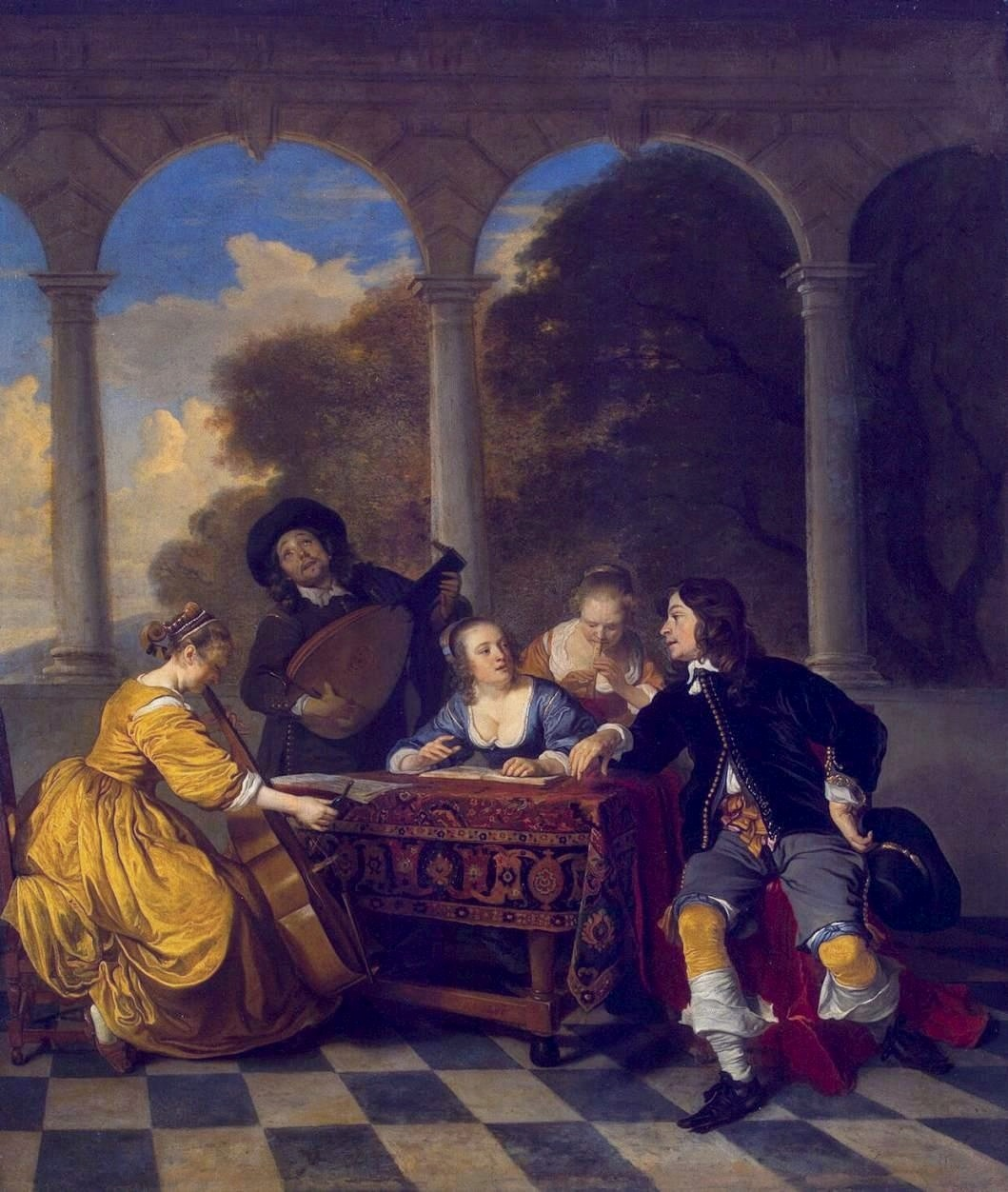
Концерт
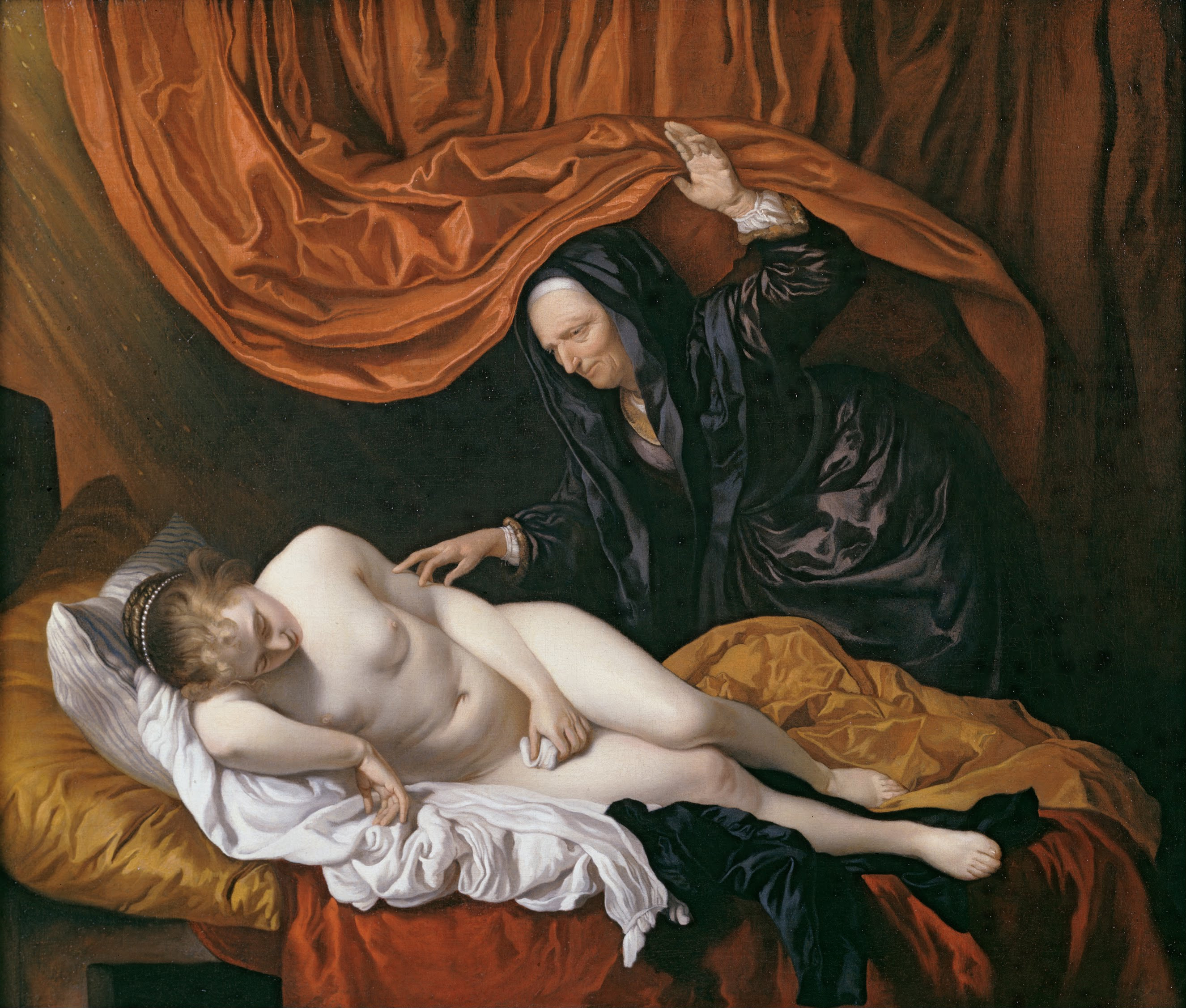
Даная
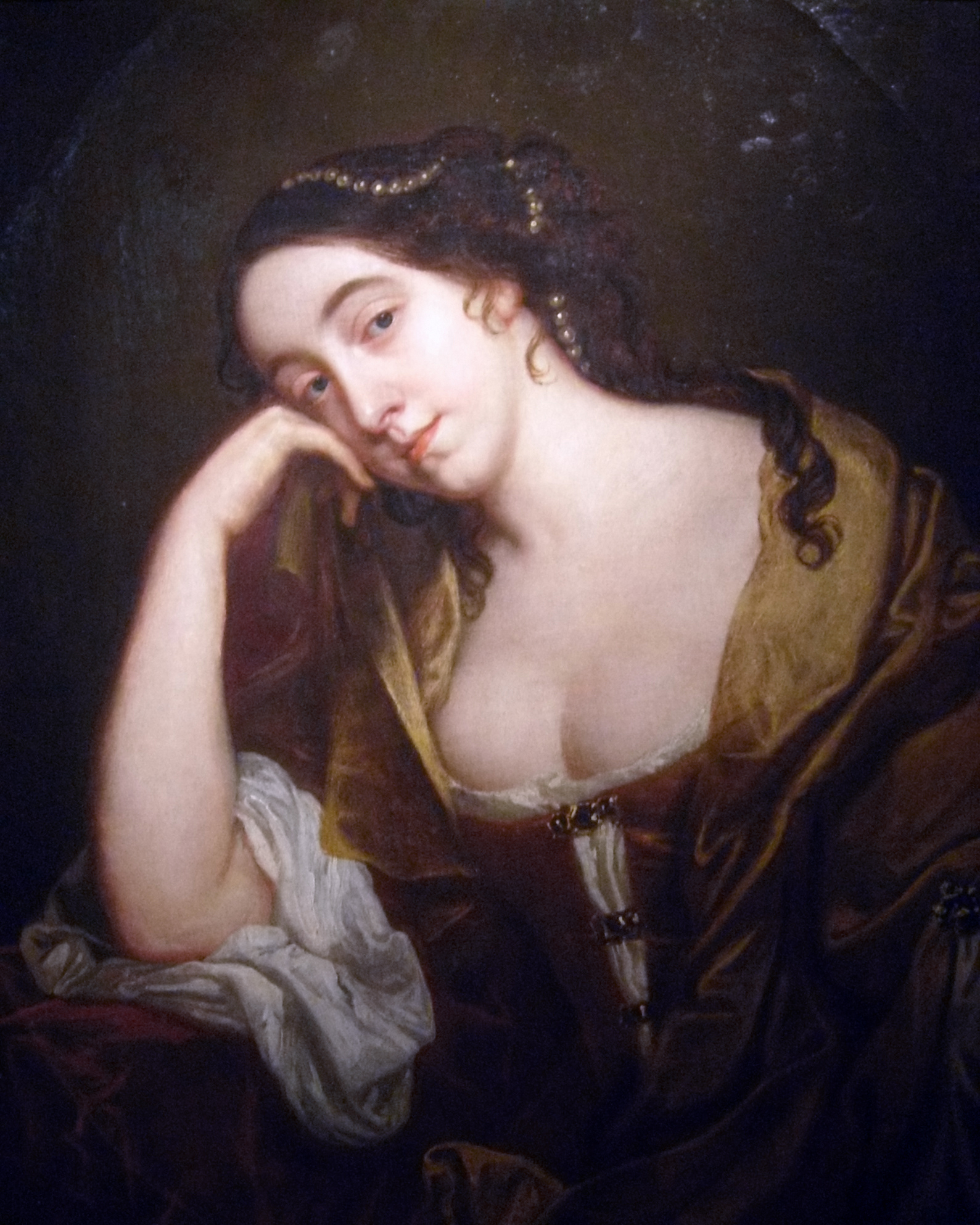
Меланхолия
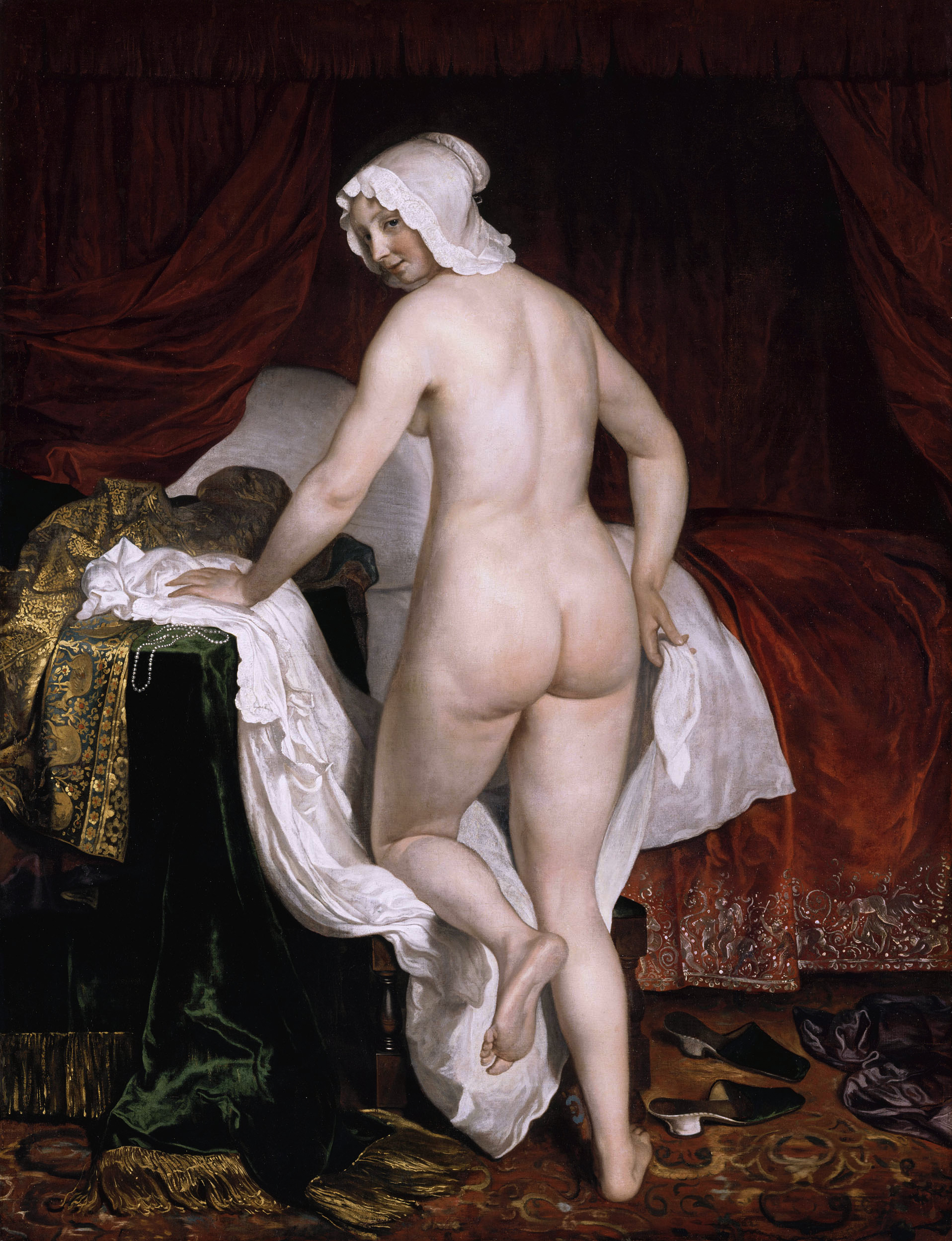
Девушка, готовящаяся ко сну, 1650.
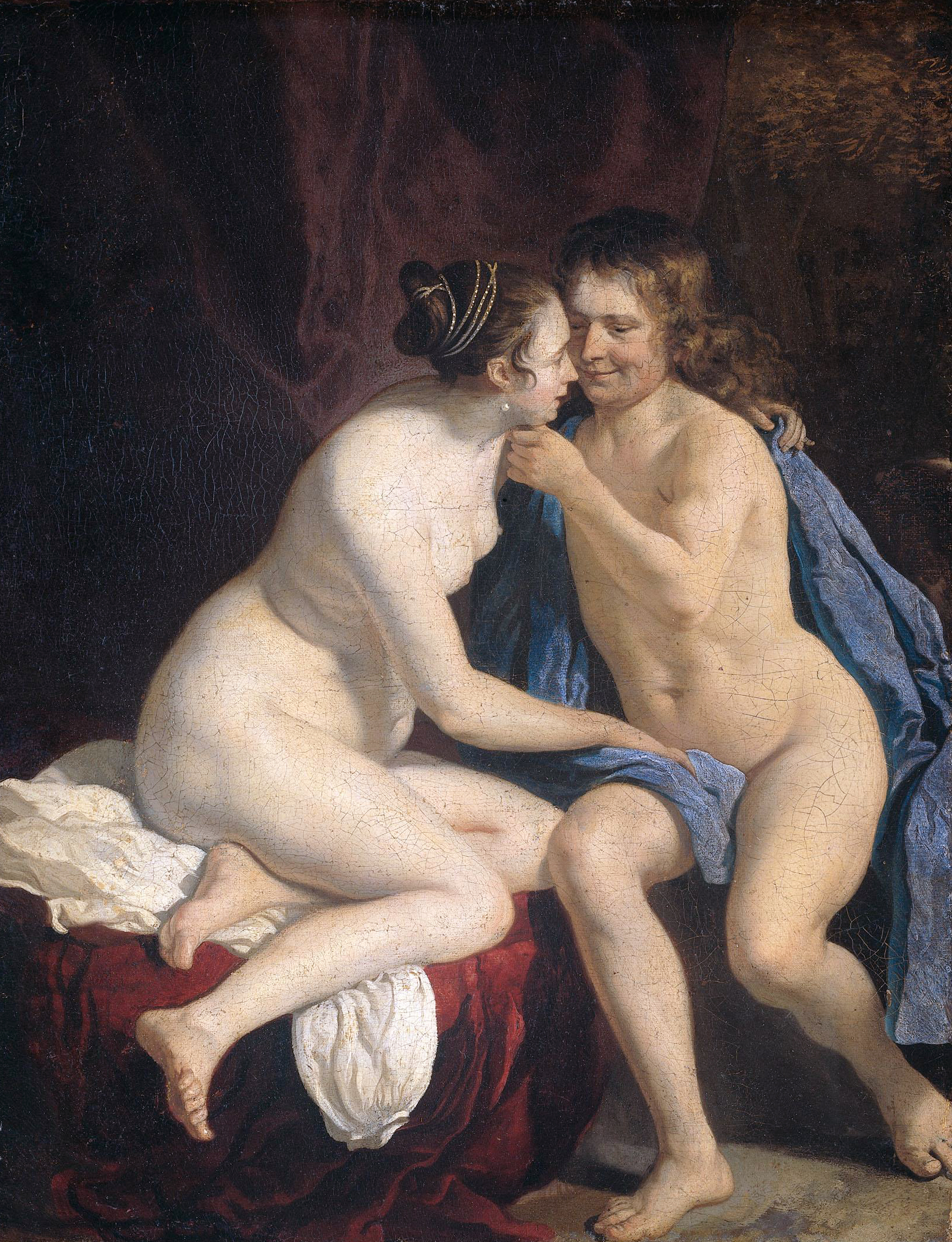
Обнажённые мужчина и женщина, 1650-е.
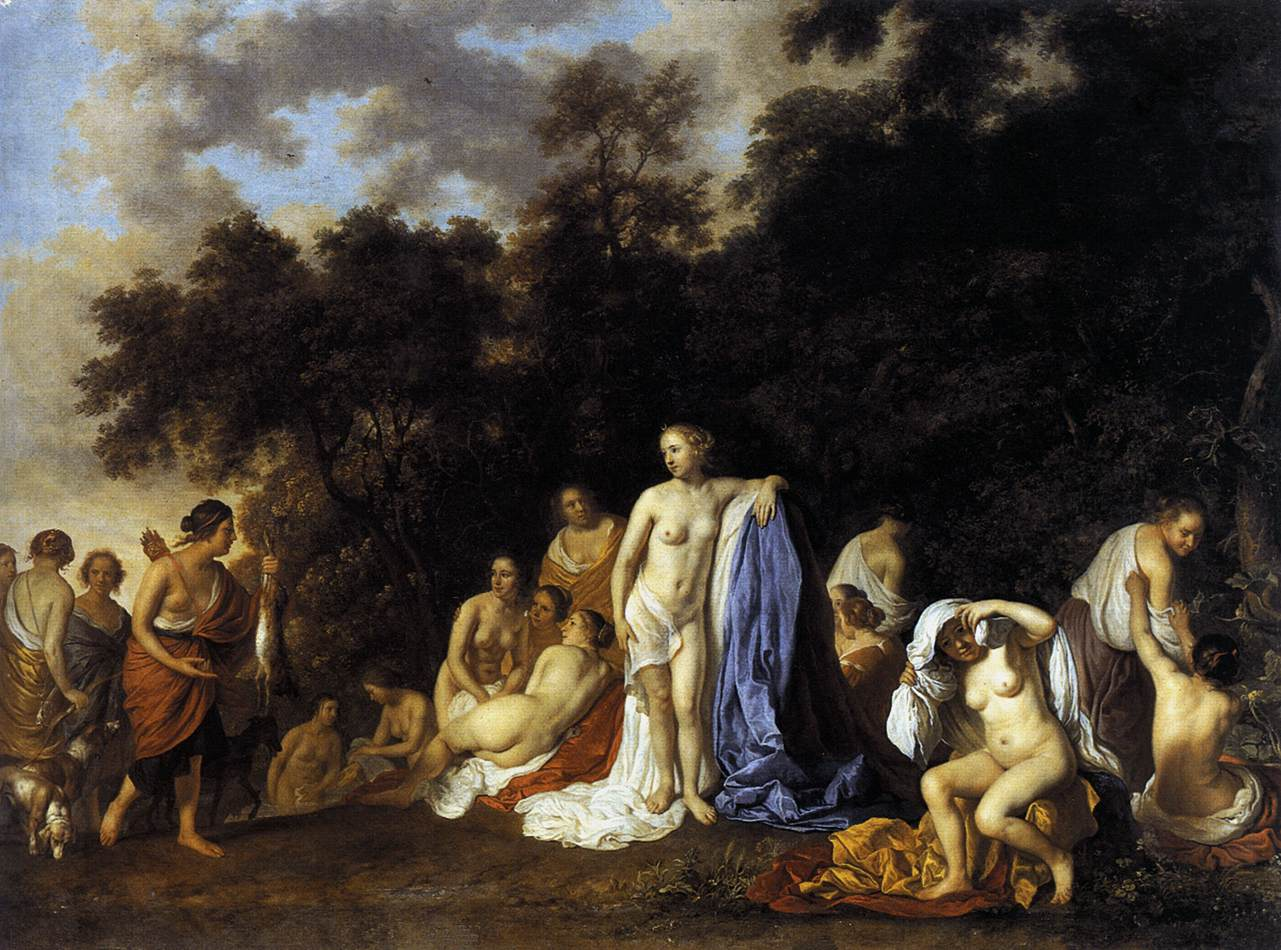
Диана и её нимфы, 1654.
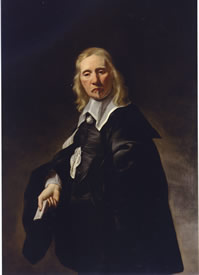
Портрет джентльмена, 1668.
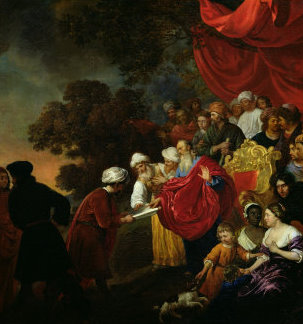
Зоровавель показывает Киру Велиуому карту Иерусалима
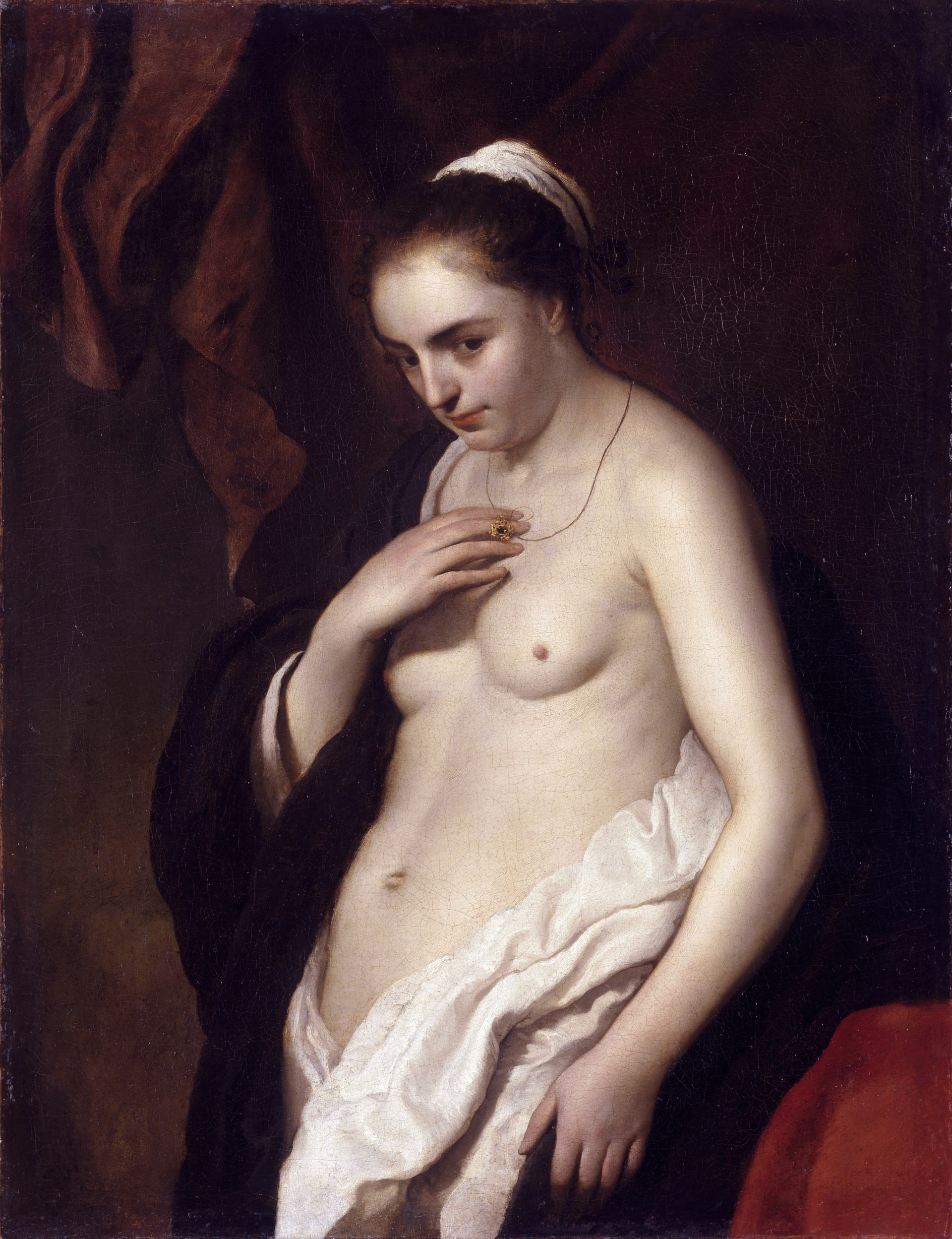
Портрет обнажённой
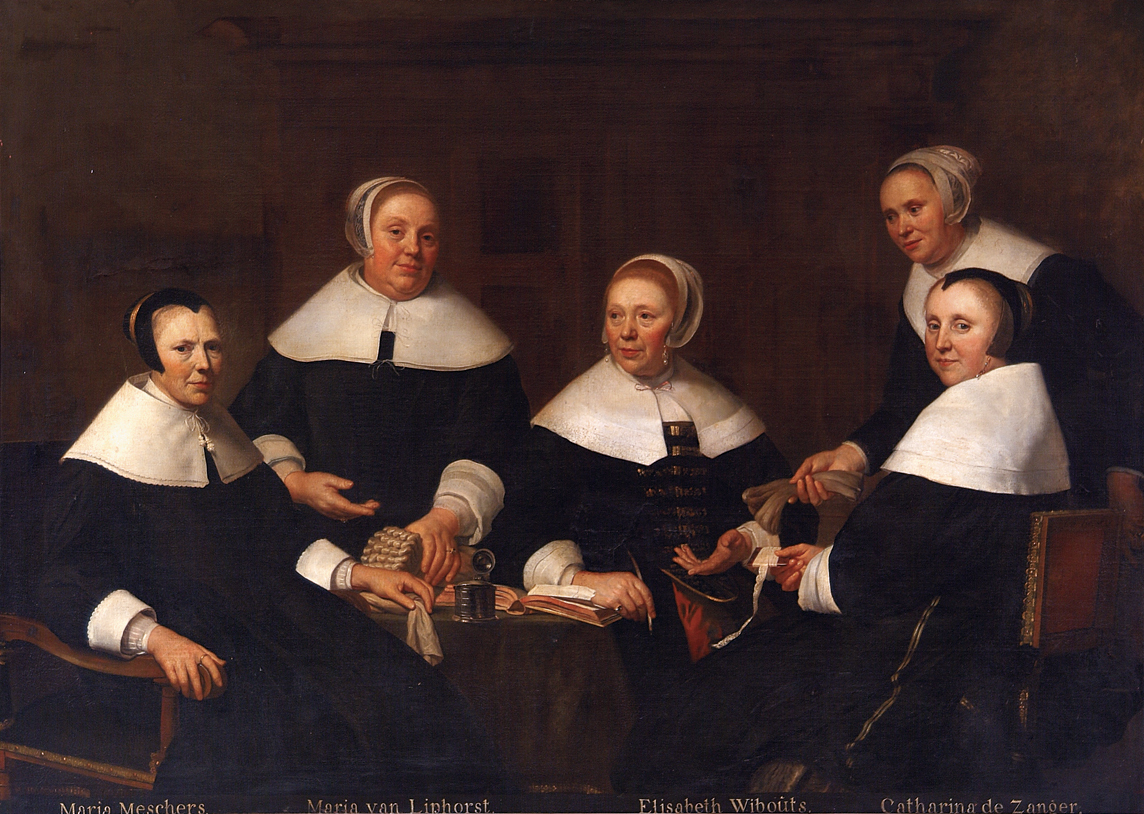
Групповой портрет попечительниц работного дома для бедняков в Гарлеме, 1659.
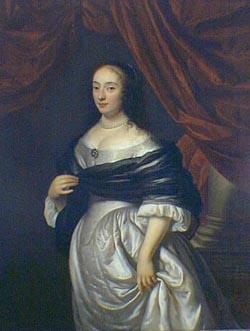
Портрет графини де Голдстайн
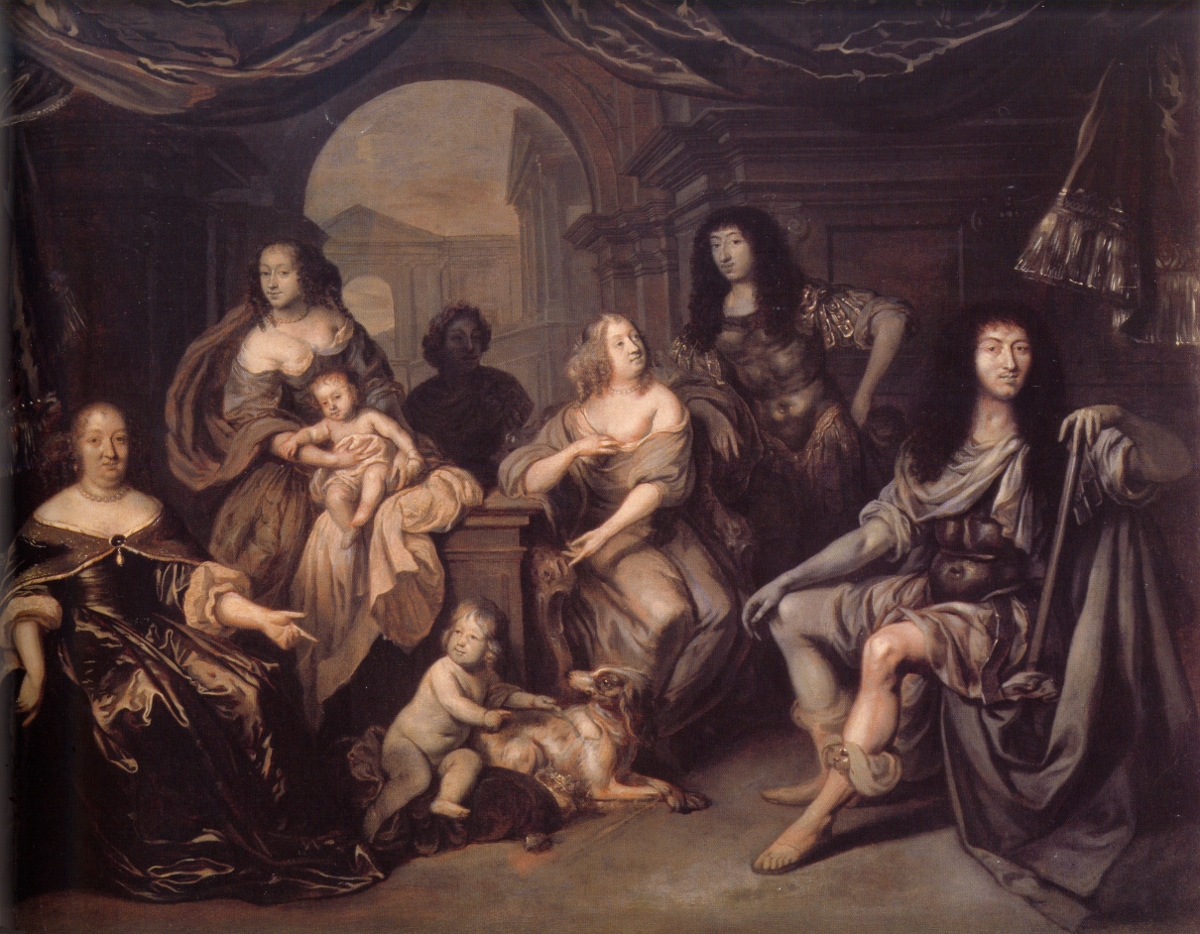